# Комарівка (Золотоніський район)
Комарі́вка — село в Україні, у Золотоніському районі Черкаської області. Входить до складу Золотоніської міської громади. 

## Населення
Населення — 15 чоловік (2001).

### Мовний склад
Рідна мова населення за даними перепису 2001 року:
| Мова       | Чисельність, осіб | Доля     |
| ---------- | ----------------- | -------- |
| Українська | 11                | 73,33 %  |
| Російська  | 4                 | 26,67 %  |
| Разом      | 15                | 100,00 % |

## Археологія
Неподалік від села відкрито поселення епохи середньої бронзи (II—III тисяч років до н. е.).

## Символіка
На гербі зображені комарі (герб є промовистим).